# Lydia X. Z. Brown
Lydia X. Z. Brown (1993-) est une personnalité américaine d'origine asiatique, activiste qui milite pour les droits des personnes autistes, écrit et fait des conférences.

## Biographie
Lydia X. Z. Brown a notamment travaillé sur les implications racistes du sous-diagnostic des troubles des apprentissages et des troubles du neuro-développement chez les personnes non-blanches ; cela favorise une oppression systémique sur la base du comportement de ces personnes, notamment par la police.

### Vie privée
Brown est non binaire.